# Estação Ferroviária de Malveira
A Estação Ferroviária de Malveira é uma interface da Linha do Oeste, que serve a vila da Malveira, no município de Mafra, em Portugal.

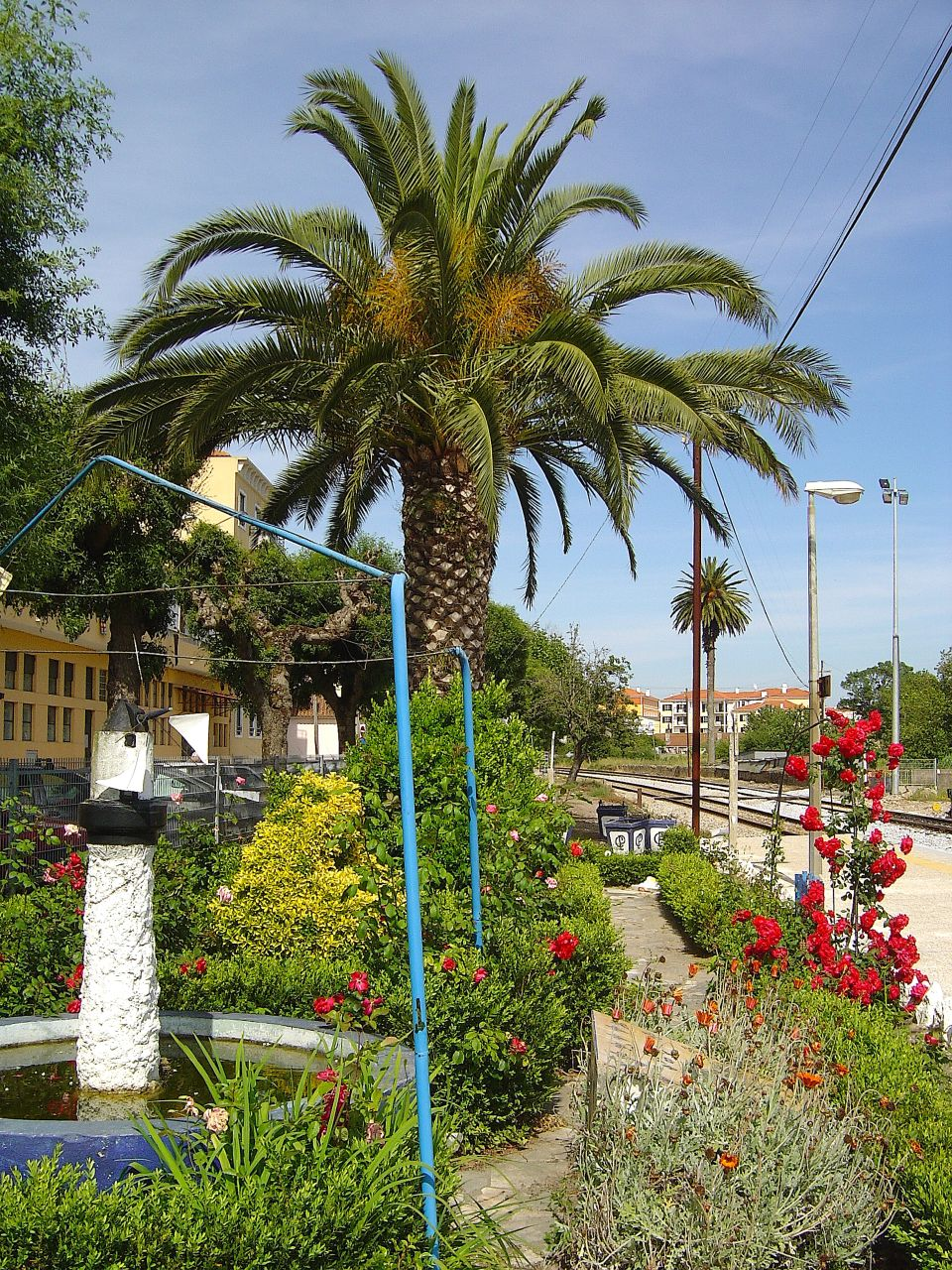
Jardim da estação, em 2006.

## Descrição

### Localização e acessos
Situa-se na localidade de Malveira, com acesso pela Avenida José Franco Canas; esta é um arruamento parcialmente pedonal, devendo os passageiros em correspondência aceder às paragens de transporte público rodoviário via Rua do Celeiro, num percurso de cerca de duzentos metros.

### Infraestrutura

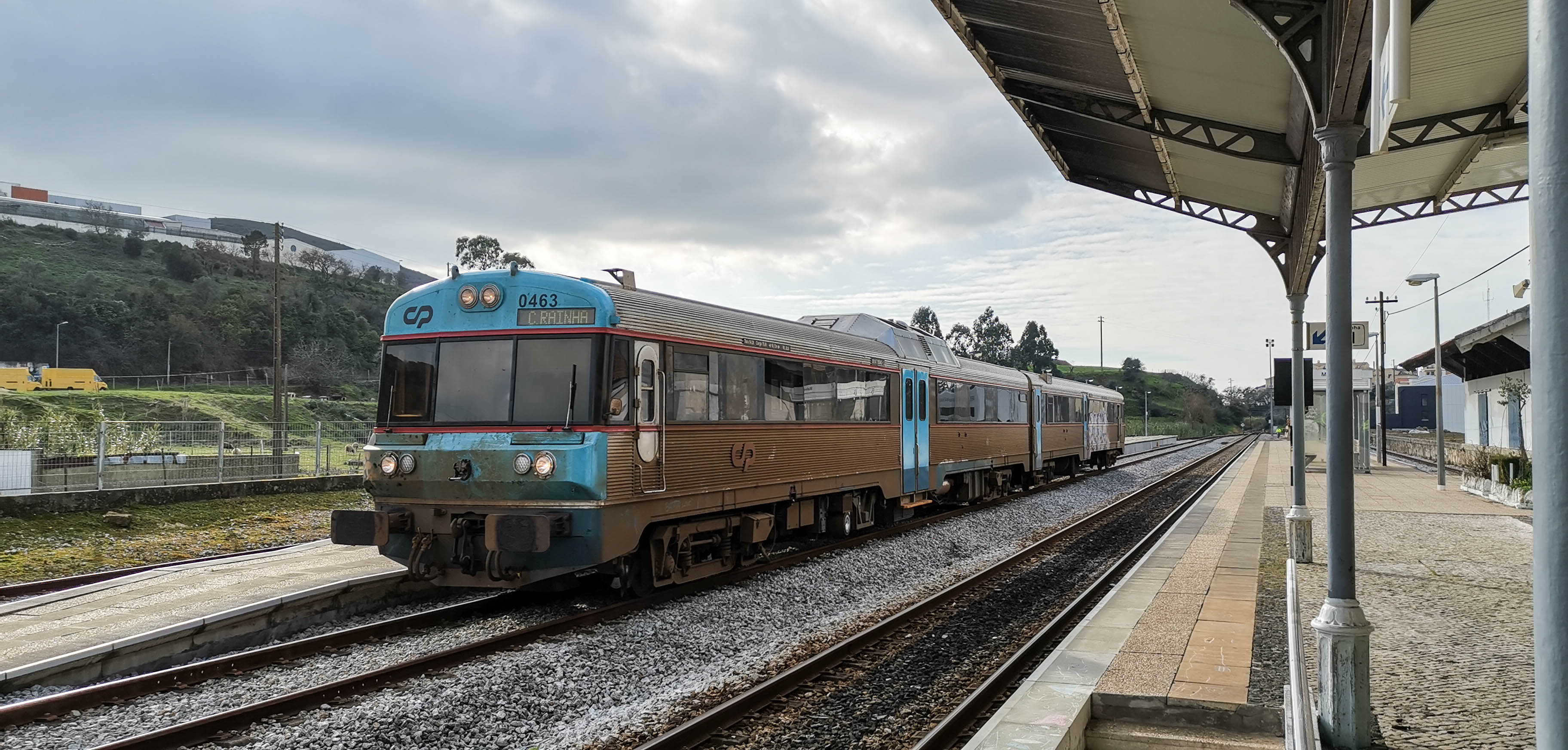
Automotora 0463 com destino às Caldas, circulando na Malveira em 2020.

Esta interface apresenta duas vias de circulação, identificadas como I e II, com 387 e 380 m de extensão e acessíveis por plataforma de 150 m de comprimento e 90 cm de altura; existem ainda três vias secundárias, identificadas como III e IV, com comprimentos de 180 e 210 m, numa configuração algo reduzida em comparação com a de décadas anteriores. O edifício de passageiros situa-se do lado norte da via (lado esquerdo do sentido ascendente, para Figueira da Foz).

### Serviços
Em dados de 2023, esta interface é servida por comboios de passageiros da C.P. tipicamente com oito circulações diárias em cada sentido, entre Caldas da Rainha ou Coimbra-B ou Figueira da Foz e Lisboa - Santa Apolónia ou Mira Sintra - Meleças; estes serviços são maioritariamente de tipo regional, havendo uma circulação diária em cada sentido de tipo inter-regional (Lisboa-Caldas).

## História

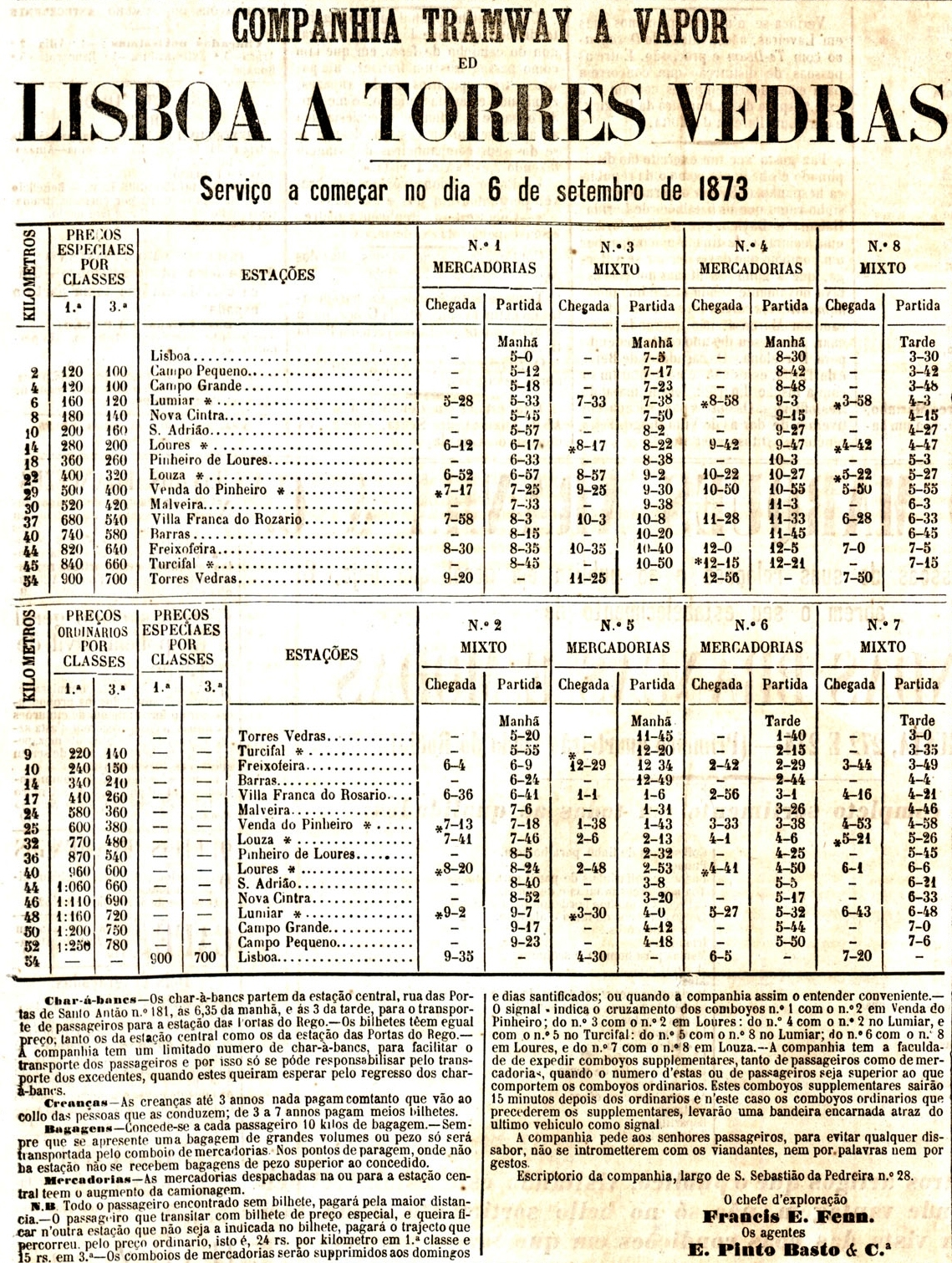
Horário da linha larmanjat entre Lisboa e Torres Vedras.

### Antecedentes
Entre 1873 e 1877 existiu nesta localidade uma estação do sistema monocarril larmanjat; apesar da respetiva linha entre Lisboa e Torres Vedras se configurar como um percursor da Linha do Oeste (a construir na década seguinte) o trajeto escolhido era porém marcadamente diferente, orientando-se o larmanjat grosseiramente sudeste-noroeste enquanto que a Linha do Oeste se orienta sudoeste-nordeste — ficando a Malveira, sensivelmente a meio do caminho, como a única localidade intermédia contemplada por ambos os sistemas.

### Construção
Esta interface situa-se no troço entre Agualva-Cacém e Torres Vedras, que foi aberto à exploração pela Companhia Real dos Caminhos de Ferro Portugueses em 21 de Maio de 1887.
Em 11 de Maio de 1889, foi pedida a concessão de uma linha no sistema americano a partir da Estação de Malveira, que seria parte do projectado Caminho de Ferro de Lisboa a Tôrres, a Mafra e à Ericeira, nunca construído.[carece de fontes?]

### Século XX
Em 1913, existiam carreiras de diligências entre a estação de Malveira e as povoações de Vila Franca do Rosário, Gradil, Barras, Turcifal, Freixoeira e Carrascal.
Nas décadas de 1980 e 1990, foi planeado um grande programa de expansão e modernização da rede ferroviária suburbana de Lisboa, tendo um dos objectivos sido a construção de corredores nos sentidos de Loures e da Malveira.

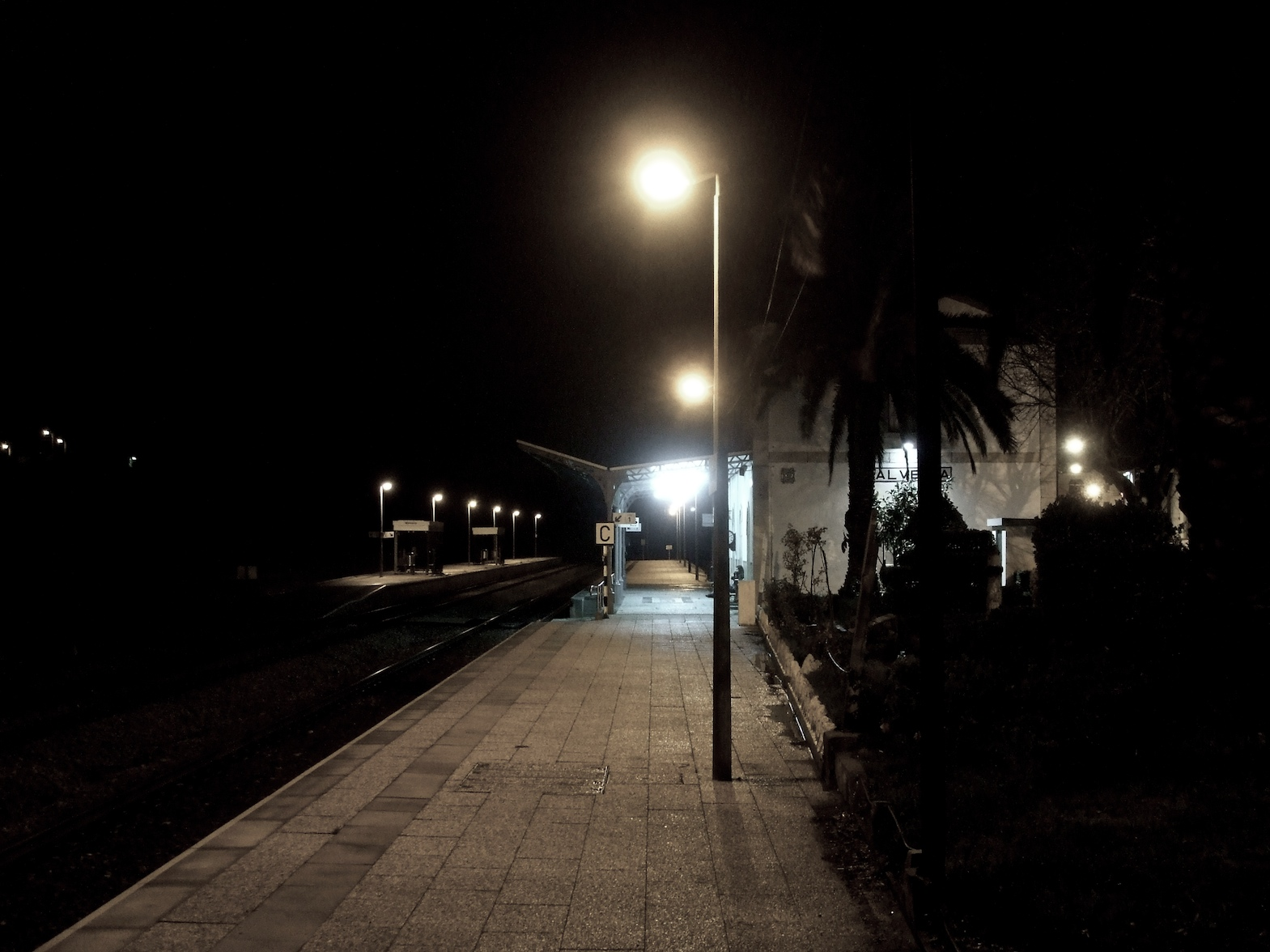
Vista noturna, em 2010.

### Século XXI
Em Janeiro de 2011, contava com duas vias de circulação, com 387 e 380 m de comprimento; as plataformas tinham 154 e 127 m de extensão, apresentando ambas 70 cm de altura — valores mais tarde alterados para os atuais.
Nos finais da década de 2010 foi finalmente aprovada a modernização e eletrificação da Linha do Oeste; no âmbito do projeto de 2018 para o troço a sul das Caldas da Rainha, a Estação da Malveira irá ser alvo de remodelação a nível das plataformas e respetivo equipamento, sendo parte de um dos dois segmentos de a duplicar (Desvio Ativo 2: PK 38+076 a 44+302); serão igualmente construídas duas passagens desniveladas nas imediações de estação: a passagem superior de Malveira Norte (ao PK 38+874), que substituirá a existente (ao PK 38+896, na EN116/EN8), e a passagem inferior de Malveira Norte (sic!, ao PK 39+811), que permitirá eliminar uma passagem de nível (ao PK 40+060, num gaveto à Rua da Cerâmica, na Venda do Pinheiro); manter-se-á porém uma outra passagem de nível próxima (ao PK 37+645), servindo a Rua do Apeadeiro, apesar desta obra visar, i.a., a quase eliminação deste tipo de atravessamento.

Documentação oficial publicada em finais de 2022 indicava já esta estação como tendo as vias de circulação eletrificadas em toda a sua extensão.